# Las Parras de Castellote
Las Parras de Castellote is een gemeente in de Spaanse provincie Teruel in de regio Aragón met een oppervlakte van 42,13 km². Las Parras de Castellote telt 57 inwoners (1 januari 2016).

## Demografische ontwikkeling
Bron: INE, 1857-2011: volkstellingen